# فرودگاه سلبرری د وللیفیلد
فرودگاه سلبرری د وللیفیلد (به انگلیسی: Salaberry-de-Valleyfield Aerodrome) یک فرودگاه همگانی است که یک باند فرود چمن و آسفالت دارد و طول باند آن ۸۵۳ متر است. این فرودگاه در کشور کانادا قرار دارد و در ارتفاع ۴۷ متری از سطح دریا واقع شده است.